# 垂果乌头
垂果乌头（学名：Aconitum pendulicarpum）为毛茛科乌头属下的一个种。

## 扩展阅读
維基物種上的相關：垂果乌头